# Eriopyga friburgensis
Eriopyga friburgensis là một loài bướm đêm trong họ Noctuidae.